# 李順子
李 順子（イ・スンジャ、1939年3月24日  - ）は、大韓民国第11・12代大統領全斗煥の妻で、ファーストレディ（1981年 - 1988年）。本貫は星州李氏。
大邱連合中学校、論山女中学校、鎮海女中学校、京畿女中学校、京畿女高等学校を卒業。1958年に全と婚姻した後、梨花女子大学校医科大学1年を中退。後に延世大学校生活環境大学院高位女性リーダー課程に入学した。
2004年5月、全の不正蓄財の内約130億ウォンを管理した疑いで韓国の中央捜査部に参考人として召喚された。
後日彼女の弟も同様の疑いで召喚された
。彼女はこの130億ウォンは自分が苦労の末に蓄えたものだと主張したが、多くの不正資金が含まれているとされ、全の追徴金として代納された
。